# Аквітани

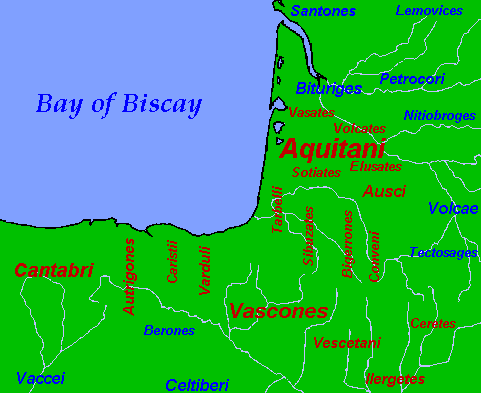
Найдавніше населення узбережжя Біскайської затоки. Синім кольором позначені індоєвропейські народи, червоним — імовірно доіндоєвропейські. Найбільшими племенами були аквітани, васкони та кантабри

Аквітани (лат. Aquitani) — народ, який проживав в доримський та ранній римський період на території майбутньої Аквітанії (історичний регіон Франції), між Піренеями та Гаронною. Юлій Цезар, який переміг аквітанів у ході галльської війни, описує їх як один з народів Галлії.
Страбон пише:
Хоча країна називалася Новемпопуланія (лат. Novempopulania — країна 9 народів), в різних джерелах згадується більша кількість племен, серед них:
- Тарбелли
- Кокосати
- Бояти
- Васати
- Соціати
- Елусати
- Ауски
- Конвени
- Бігерріони або бегерри
- Сібілляти; можливо, ті ж, що і згадувані Цезарем сібузати?

## Див. Також
- Артенакська культура
- Васкони
- Кантабрія